# Senegal op de Olympische Zomerspelen 1968
Senegal nam deel aan de Olympische Zomerspelen 1968 in Mexico-Stad, Mexico. Ook tijdens de tweede deelname werd geen medaille gewonnen.

## Deelnemers en resultaten

### Atletiek
| Olympiër                                                                  | Discipline             | Resultaat | Prestatie                                                                                              |
| ------------------------------------------------------------------------- | ---------------------- | --------- | --- |
| Barka Sy                                                                  | 100m (m)               | 44e       | serie 1: 5de in 10,61                                                                                  |
| Amadou Gakou                                                              | 400m (m)               | 4e        | serie 3: 1ste in 45,39 kwartfinale 1: 1ste in 45,56 halve finale 1: 1ste in 45,17 finale: 4de in 45,01 |
| Papa M'Baye N'Diaye                                                       | 800m (m)               | 29e       | serie 1: 4de in 1.51,3                                                                                 |
| Édouard Sagna                                                             | 1500m (m)              | 44e       | serie 1: 10de in 4.04,12                                                                               |
| Mamadou Sarr                                                              | 400m horden (m)        | 15e       | serie 2: 4de in 51,5 halve finale 2: 8ste in 52,1                                                      |
| Amadou Gakou Daour M'baye Guèye Papa M'Baye N'Diaye Mamadou Sarr Barka Sy | 4x400m (m)             | 11e       | serie 2: 4de in 3.06,95                                                                                |
| Clément Sagna                                                             | verspringen (m)        | 27e       | kwalificatie groep A: 13de met 7,31m                                                                   |
| Laurent Sarr                                                              | verspringen (m)        | 20e       | kwalificatie groep A: 10de met 7,61m                                                                   |
| Mansour Dia                                                               | hink-stap-springen (m) | 8e        | kwalificatie groep B: 1ste met 16,58m finale: 8ste met 16,73m                                          |
| Ababacar Ly                                                               | hoogspringen (m)       | 8e        | kwalificatie groep B: niet gestart                                                                     |

### Basketbal
| Olympiër | Discipline | Resultaat | Prestatie |
| --- | ---------- | --------- | --- |
| Doudou Camara Claude Constantino Babacar Dia Mansour Diagne Papa Diop Cheikh Fall Alioune Gueye Mousse N'Diaye Claude Sadio Babacar Seck Moussa Sene Babacar Traore | mannen     | 15e       | groep A: 8ste V van Puerto Rico: 26-69 V van Verenigde Staten: 36-93 V van Joegoslavië: 65-84 V van Italië: 55-81 V van Spanje: 54-64 V van Filipijnen: 68-80 V van Panama: 79-94 13-16de plek: V van Zuid-Korea: 59-76 15-16de plek: W van Marokko: 42-38 |

| Groep A |                  |             |             |             |        |        |        |        |
| #       | Land             | Wedstrijden | Wedstrijden | Wedstrijden | Punten | Punten | Punten | Punten |
| #       | Land             | G           | W           | V           | V      | T      | Saldo  | Punten |
| 1       | Verenigde Staten | 7           | 7           | 0           | 599    | 392    | +207   | 14     |
| 2       | Joegoslavië      | 7           | 6           | 1           | 592    | 511    | +81    | 13     |
| 3       | Italië           | 7           | 5           | 2           | 562    | 539    | +23    | 12     |
| 4       | Spanje           | 7           | 4           | 3           | 557    | 548    | +9     | 11     |
| 5       | Puerto Rico      | 7           | 3           | 4           | 493    | 468    | +25    | 10     |
| 6       | Panama           | 7           | 2           | 5           | 572    | 624    | -52    | 9      |
| 7       | Filipijnen       | 7           | 1           | 6           | 525    | 636    | -111   | 8      |
| 8       | Zweden           | 7           | 0           | 7           | 383    | 565    | -182   | 7      |

| Ronde        | Datum       | Plaats           | Land  | Score       | Land |
| ------------ | ----------- | ---------------- | ----- | ----------- | ---- |
| Groepsfase   |             |                  |       |             |      |
| 13 oktober   | Mexico-Stad | Puerto Rico      | 69-26 | Zweden      |      |
| 14 oktober   | Mexico-Stad | Verenigde Staten | 93-36 | Zweden      |      |
| 15 oktober   | Mexico-Stad | Zweden           | 65-84 | Joegoslavië |      |
| 16 oktober   | Mexico-Stad | Zweden           | 55-81 | Italië      |      |
| 18 oktober   | Mexico-Stad | Zweden           | 54-64 | Spanje      |      |
| 19 oktober   | Mexico-Stad | Filipijnen       | 80-68 | Zweden      |      |
| 20 oktober   | Mexico-Stad | Panama           | 94-79 | Zweden      |      |
| 13-16de plek |             |                  |       |             |      |
| 23 oktober   | Mexico-Stad | Zuid-Korea       | 76-59 | Zweden      |      |
| 15-16de plek |             |                  |       |             |      |
| 24 oktober   | Mexico-Stad | Marokko          | 38-42 | Zweden      |      |

Afghanistan · Algerije · Amerikaanse Maagdeneilanden · Argentinië · Australië · Bahama's · Barbados · België · Bermuda · Birma · Bolivia · Bondsrepubliek Duitsland · Brazilië · Brits-Honduras · Bulgarije · Canada · Centraal-Afrikaanse Republiek · Ceylon · Chili · Colombia · Congo-Kinshasa · Costa Rica · Cuba · Denemarken · Dominicaanse Republiek · Duitse Democratische Republiek · Ecuador · El Salvador · Ethiopië · Fiji · Filipijnen · Finland · Frankrijk · Ghana · Griekenland · Groot-Brittannië · Guatemala · Guinee · Guyana · Honduras · Hongarije · Hongkong · Ierland · IJsland · India · Indonesië · Irak · Iran · Israël · Italië · Ivoorkust · Jamaica · Japan · Joegoslavië · Kameroen · Kenia · Koeweit · Libanon · Libië · Liechtenstein · Luxemburg · Madagaskar · Maleisië · Mali · Malta · Marokko · Mexico · Monaco · Mongolië · Nederland · Nederlandse Antillen · Nicaragua · Nieuw-Zeeland · Niger · Nigeria · Noorwegen · Oeganda · Oostenrijk · Pakistan · Panama · Paraguay · Peru · Polen · Portugal · Puerto Rico · Roemenië · San Marino · Senegal · Sierra Leone · Singapore · Soedan · Sovjet-Unie · Spanje · Suriname · Syrië · Taiwan · Tanzania · Thailand · Trinidad en Tobago · Tunesië · Turkije · Tsjaad · Tsjecho-Slowakije · Uruguay · Venezuela · Verenigde Arabische Republiek · Verenigde Staten · Vietnam · Zambia · Zuid-Korea · Zweden · Zwitserland